# József Katona (natation)
József Katona, né le 12 septembre 1941 à Eger et mort le 26 décembre 2016, est un nageur hongrois.

## Palmarès

### Championnats d'Europe
- Championnats d'Europe 1958 à Budapest (Hongrie)
  -  Médaille d'argent du 1 500 m nage libre
  -  Médaille de bronze du relais 4 × 200 m nage libre
- Championnats d'Europe 1962 à Leipzig (Allemagne de l'Est)
  -  Médaille d'or du 1 500 m nage libre